# Arpatsivik
Arpatsivik [ˌɑˈpːat͡sivik] (nach alter Rechtschreibung Arpatsivik) ist eine wüst gefallene grönländische Schäfersiedlung im Distrikt Qaqortoq in der Kommune Kujalleq.

## Lage
Arpatsivik liegt an der Südküste der gleichnamigen Insel in einer Bucht. Auf der Westseite der Bucht liegt die Halbinsel mit Qaqortoq, das 6,5 km südwestlich liegt, am Ende befindet sich Qaqortukulooq 12,6 km nordöstlich und 3,0 km östlich befindet sich Upernaviarsuk.

## Bevölkerungsentwicklung
Arpatsivik hatte zuletzt zwischen einem und drei Bewohnern. Seit 1994 ist die Schäfersiedlung verlassen.